# Municipio de Menominee (Illinois)
El municipio de Menominee (en inglés: Menominee Township) es un municipio ubicado en el condado de Jo Daviess en el estado estadounidense de Illinois. En el año 2010 tenía una población de 1122 habitantes y una densidad poblacional de 14,19 personas por km².

## Geografía
El municipio de Menominee se encuentra ubicado en las coordenadas 42°27′44″N 90°31′52″O / 42.46222, -90.53111. Según la Oficina del Censo de los Estados Unidos, el municipio tiene una superficie total de 79.1 km², de la cual 72,51 km² corresponden a tierra firme y (8,33 %) 6,59 km² es agua.

## Demografía
Según el censo de 2010, había 1122 personas residiendo en el municipio de Menominee. La densidad de población era de 14,19 hab./km². De los 1122 habitantes, el municipio de Menominee estaba compuesto por el 97,06 % blancos, el 1,16 % eran afroamericanos, el 0,09 % eran amerindios, el 0,09 % eran asiáticos, el 0,89 % eran de otras razas y el 0,71 % eran de una mezcla de razas. Del total de la población el 2,76 % eran hispanos o latinos de cualquier raza.